# مدرسه عمومی (بریتانیا)

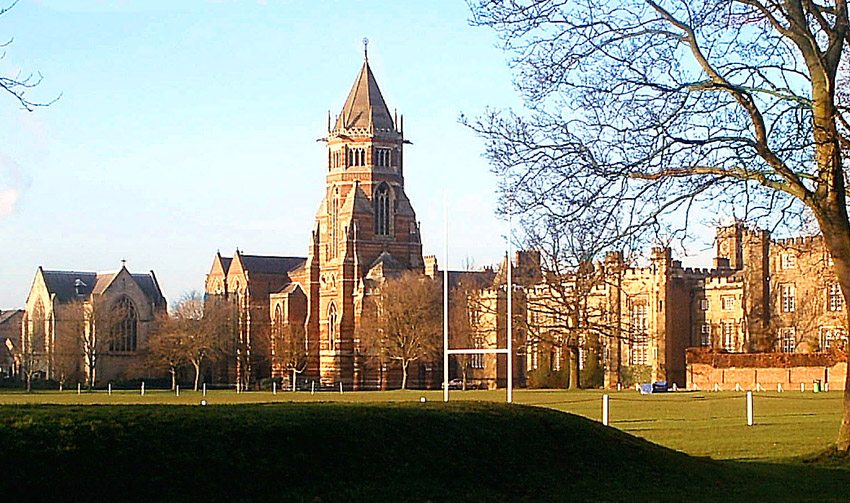
زمین‌های بازی مدرسه راگبی، ۱۵۶۷ که در سال ۱۸۲۸ مجدداً تأسیس شد. قوانین فوتبال راگبی در سال ۱۸۴۵ در اینجا تدوین شد.

در انگلستان و ولز، مدرسه عمومی (Public School) نوعی مدرسه خصوصی است که شهریه دریافت می‌کند و ابتدا برای پسران بزرگتر تأسیس شد. این مدارس «عمومی» در این معنا هستند که بدون توجه به محل زندگی، مذهب یا حرفه پدر، برای دانش‌آموزان باز هستند و به منظور سودآوری یک مالک خصوصی اداره نمی‌شوند. مدارس عمومی با مدارس دولتی متفاوت هستند. این مدارس در انگلستان و ولز از مالیات عمومی تأمین نمی‌شوند.
اصطلاح «مدرسه عمومی» از قرن ۱۸ میلادی به کار رفته است، اما استفاده رسمی آن با قانون مدارس عمومی ۱۸۶۸ شکل گرفت که بیشتر توصیه‌های گزارش کلارندون ۱۸۶۴ را به قانون تبدیل کرد. نُه مدرسه معتبر توسط کلارندون بررسی شدند (شامل دو مدرسه روزانه، مرچنت تیلورز و سنت پل) و هفت مدرسه تحت این قانون اصلاح شدند: ایتون، شروزبری، هارو، وینچستر، راگبی، وستمینستر و چارترهاوس.
مدارس عمومی با طبقه حاکم انگلستان ارتباط دارند. این مدارس بسیاری از افسران نظامی و مدیران‌های امپراتوری بریتانیا را تربیت کرده‌اند. در سال ۲۰۱۹، دو سوم از وزرای کابینه انگلستان در چنین مدارسی تحصیل کرده بودند.

## اسکاتلند
در اسکاتلند، مدرسه عمومی معنای متفاوتی دارد؛ در آنجا این اصطلاح معمولاً با مدرسه دولتی در انگلستان و ولز برابر است. مدارسی که شهریه دریافت می‌کنند به عنوان مدارس خصوصی یا مستقل شناخته می‌شوند.
تعریف دقیق و یکسانی از مدرسه عمومی وجود ندارد و استفاده از این اصطلاح با گذشت زمان و بسته به زمینه تغییر کرده است. نقطه شروع، تمایز بین مدرسه عمومی و تدریس خصوصی (مثلاً توسط یک معلم خصوصی استخدام شده) بوده است.